# Spilobotys jordani
Spilobotys jordani là một loài bướm đêm trong họ Noctuidae.